# Estación de la Cima Ekar
La Estación de observación de la Cima Ekar (en italiano: Stazione osservativa di Asiago Cima Ekar) está situada en la cresta de la Cima Ekar, una cordillera ubicada aproximadamente a cuatro kilómetros al sureste y unos 350 m por encima de la ciudad de Asiago, Italia. EL Código UAI del observatorio astronómico es el 098.
La Estación es un anexo al cercano Observatorio Astrofísico de Asiago, también operado por la Universidad de Padua. La Estación de la Cima Ekar alberga un telescopio Schmidt de 67/92 cm construido en 1966, y el mayor telescopio de Italia, un reflector de 182 cm dedicado a Copérnico.

## Muestreo de Asteroides Asiago-DLR
Co-localizada en la Cima Ekar se halla la instalación del Asiago-DLR Asteroid Survey (ADAS), con el código UAI 209. Desde este observatorio, los astrónomos Andrea Boattini, Flavio Castellani, Giuseppe Forti, Vittorio Goretti, Ulisse Munari y Maura Tombelli han descubierto una gran cantidad de asteroides.